# Christus Koning (Almada)

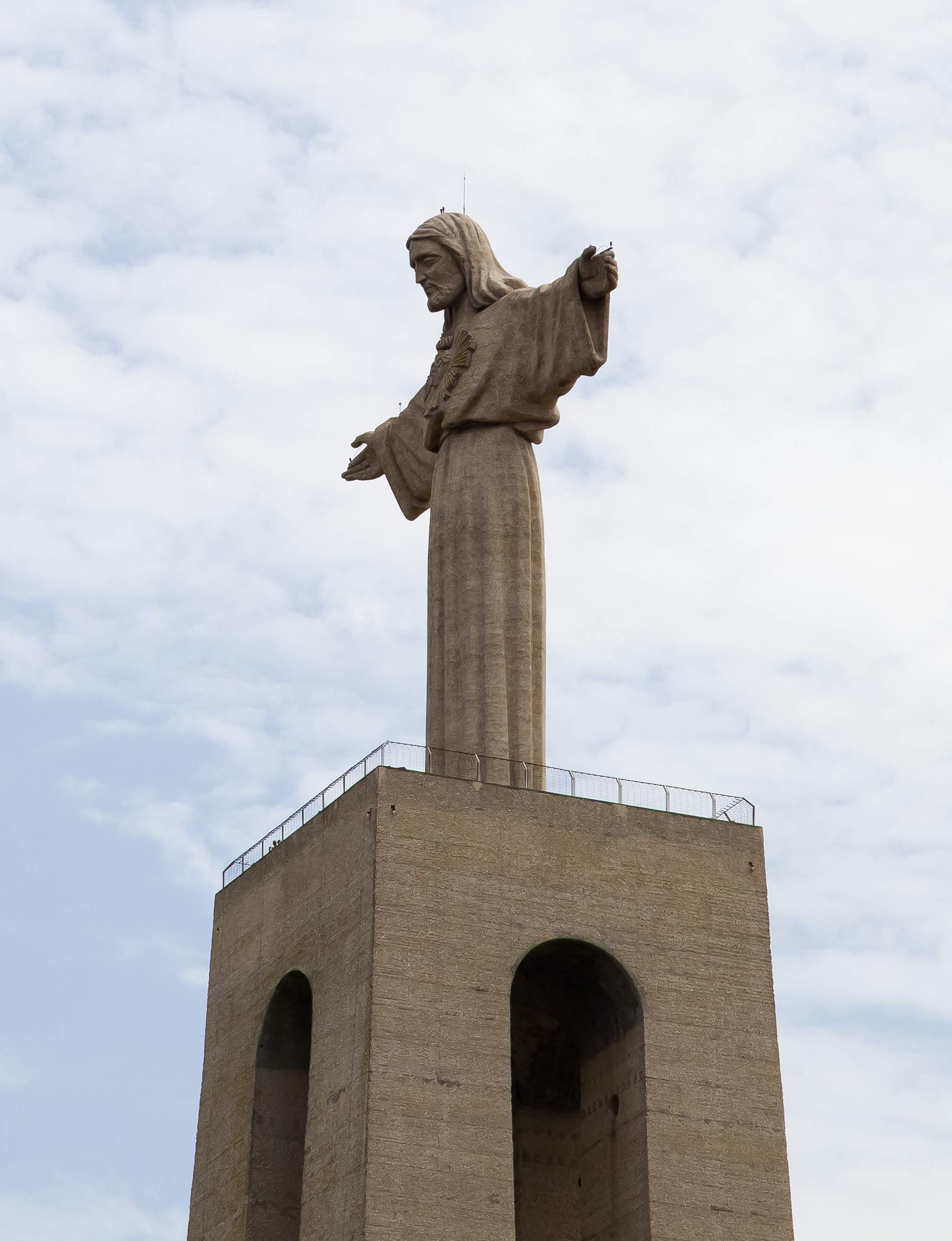
Het Christus Koning-standbeeld in Almada

De Christus Koning (Portugees: Cristo-Rei) is een groot standbeeld van Jezus Christus bij Almada in Portugal.
Het standbeeld werd gebouwd in opdracht van de Portugese dictator António de Oliveira Salazar en werd voltooid in 1959. Het is gebaseerd op het beroemde standbeeld Christus de Verlosser in Rio de Janeiro. De Christus Koning staat in de gemeente Almada op de linkeroever van de rivier de Taag en kijkt uit over Lissabon op de andere oever.
De voet van het beeld is ontworpen door architect António Lino. Het heeft de vorm van een poort en is 75 meter hoog. Het beeld van Christus Koning is gemaakt door Francisco Franco de Sousa en is 28 meter hoog. Aan de voet is een platform waarop men een panoramisch uitzicht over de stad heeft. De bouw begon in 1950 en was na negen jaar voltooid.
De bouw van het beeld was goedgekeurd op een bisschoppelijke conferentie die in april 1940 in de bedevaartsplaats Fátima werd gehouden. Het was bedoeld als een smeekbede aan God om Portugal buiten de Tweede Wereldoorlog te houden.